# Barueri
Barueri é um município da Região Metropolitana de São Paulo, no estado de São Paulo, na Região Sudeste do Brasil. Dista 26 km da Praça da Sé, marco zero da capital paulista. O município é formado pela sede e pelos distritos de Aldeia, Jardim Belval e Jardim Silveira.
Sua população foi estimada no ano de 2010 em 240 656 habitantes, pelo Instituto Brasileiro de Geografia e Estatística sendo a 29º cidade mais populosa do Estado  e a terceira cidade mais populosa da Microrregião de Osasco. Sua área é de 66,14 quilômetros quadrados, o que resulta numa densidade demográfica de 3 638,5 habitantes por quilômetro quadrado.
Barueri, assim como a maior parte dos municípios da Região Metropolitana de São Paulo, tem uma temperatura média anual de 18 graus centígrados e sua vegetação original é a da Mata Atlântica. A economia de Barueri é baseada na arrecadação de impostos provenientes da prestação de serviços. Em 1973, um terreno de 500 hectares comprado em Barueri, a Fazenda Tamboré, deu origem a um dos bairros mais famosos do Brasil, Alphaville. Hoje, o bairro é um dos maiores polos industriais e comerciais do Estado e gera a maior parte dos impostos da cidade.
A cidade ganhou notoriedade nacional através do esporte. Com a construção da Arena Barueri, a cidade passou a sediar grandes eventos esportivos e o clube Grêmio Barueri disputou a Série A do campeonato Brasileiro 2009.

## História

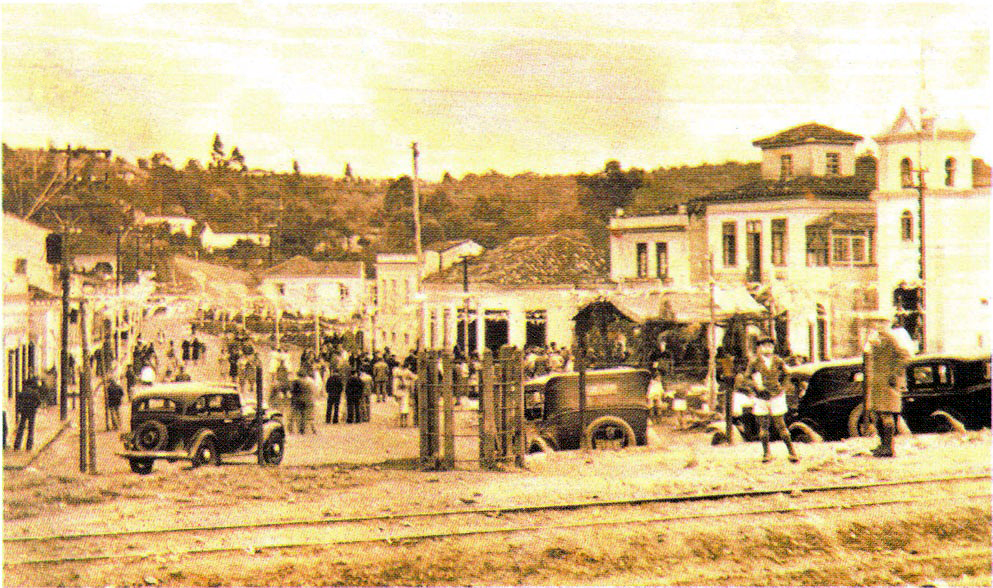
Centro de Barueri em 1920

Segundo os historiadores, a cidade foi fundada de novembro de 1560 pelo padre José de Anchieta. Entretanto, esta afirmação pode servir como uma hipótese a ser trabalhada em oposição aos dados que constam na historiografia oficial, que dá a data de 1610 como da implantação do estabelecimento pelo padre João de Almeida. A aldeia indígena Barueri cresceu rapidamente, tornando-se um dos mais importantes aldeamentos de índios do Brasil Colônia. Resistiu bravamente com a ajuda dos padres jesuítas aos frequentes ataques de bandeirantes que desciam o Rio Tietê em direção ao interior aprisionando índios para mão de obra escrava.
Barueri foi governado como aldeamento pela Câmara Municipal de São Paulo de 1560 até 1809, depois como freguesia e distrito pela Câmara Municipal de Santana de Parnaíba. Com o decorrer dos anos e o notório crescimento, a aldeia chegou a povoado e, posteriormente, já em 1809, à categoria de freguesia. Em 1870, iniciou-se a construção da Estrada de Ferro Sorocabana e, em 1875, com a inauguração do primeiro trecho, Barueri ganhou sua estação ferroviária, tornando-se importante entreposto de cargas, rota obrigatória na ligação da cidade de São Paulo com Santana de Parnaíba e Pirapora do Bom Jesus.
Em 1900, foi construída a barragem da Light e Power Company  em Santana de Parnaíba. Para o transporte dos equipamentos da usina da estação da Sorocabana até Parnaíba tornou-se necessária a abertura da Rua Duque de Caxias, como alternativa para se evitar a íngrimidade da ladeira da Rua Campos Sales. Em 1917, Barueri é elevada a distrito policial e, em 1918, Barueri é elevada à categoria de distrito de paz, com subprefeito indicado. No início do século XX, Barueri, assim como a cidade de São Paulo, recebeu imigrantes vindos da Europa e Ásia. Dentre os que mais contribuíram e estiveram presentes na evolução do município, se destacam as famílias, Camargo, Silveira, Loureiro, Crudo, da Matta, dentre outras. A famílias maior parte delas, Portuguesas ou japonesas. Em 1936, foi instalada a primeira indústria da região, o Frigorífico Pisani.
Pertencente ao Município e Comarca de Santana de Parnaíba, Barueri crescia a olhos vistos, suplantando a pacata e bucólica Parnaíba. O espírito autonomista não tardou a surgir entre os cidadãos e o movimento emancipacionista ganhou vulto, culminando com a criação do Município de Barueri pela Lei 233, de 24 de dezembro de 1948, sancionada pelo então Governador do Estado Adhemar de Barros. Em 26 de março de 1949, instala-se o Governo Municipal e a primeira Câmara de Vereadores. Em 8 de dezembro de 1964, é promulgada a lei que instalou a Comarca de Barueri.
Em 1973, o desenvolvimento econômico de Barueri ganhou força quando a Câmara Municipal aprovou a Lei de Zoneamento Industrial, que permitiu o surgimento de polos empresariais como o Tamboré, Alphaville, Jubran Votupoca e Jardim Califórnia. Hoje, o bairro de Alphaville é a principal fonte de arrecadação de impostos do município. Na década de 2000, Barueri ganhou notoriedade nacional através da construção da Arena Barueri, que foi considerada a melhor arena multiúso do país, e com o Grêmio Barueri, que disputou a série A do Série A do campeonato Brasileiro 2009.

### Formação territorial-administrativa
Histórico da formação do município:
- Região povoada desde o século XVII, originalmente por aldeia indígena sob proteção dos jesuítas.
- Distrito de paz criado no município de Parnaíba pela Lei nº 1.624, de 20 de dezembro de 1918.
- Município criado pela Lei nº 233, de 24 de dezembro de 1948.

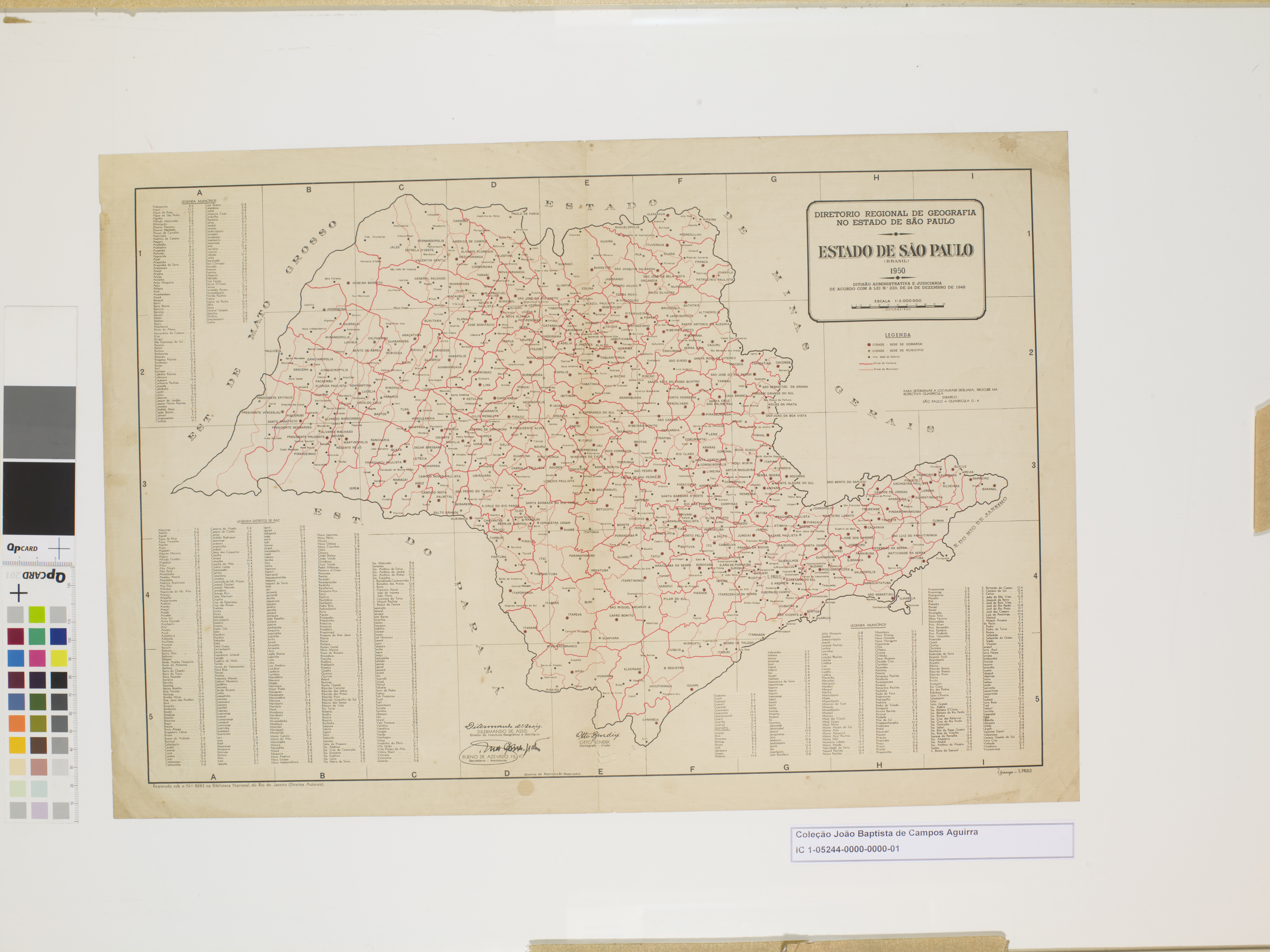
Estado de São Paulo (1948).

### Topônimo
O filólogo Eduardo Navarro, em seu Dicionário de Tupi Antigo (2013), sugere uma etimologia baseada no tupi antigo mba'e (coisa) + ryryî (tremer): "coisa que treme", isto é, corrente veloz das águas de um rio em trecho de grande desnivelamento.
Tem outra teoria que o nome Barueri deriva da palavra francesa barriére ("barreira, queda, obstáculo").

## Demografia

### População
| Crescimento populacional                             | Crescimento populacional | Crescimento populacional | Crescimento populacional |
| Ano                                                  | População Total          |                          | %±                       |
| ---------------------------------------------------- | ------------------------ | ------------------------ | ------------------------ |
| 1950                                                 | 10 447                   |                          | —                        |
| 1958                                                 | 28 710                   |                          | 174,8%                   |
| 1960                                                 | 31 562                   |                          | 9,9%                     |
| 1970                                                 | 37 808                   |                          | 19,8%                    |
| 1980                                                 | 75 338                   |                          | 99,3%                    |
| 1991                                                 | 130 799                  |                          | 73,6%                    |
| 2000                                                 | 208 281                  |                          | 59,2%                    |
| 2010                                                 | 240 749                  |                          | 15,6%                    |
| 2022                                                 | 316 473                  |                          | 31,5%                    |
| Fontes: Censos Demográficos IBGE e Estimativas SEADE |                          |                          |                          |

### Dados demográficos
A população do município em 2010 foi contada pelo Instituto Brasileiro de Geografia e Estatística em 240 749 habitantes, sendo o 29º município mais populoso do estado, apresentando uma densidade populacional de 3 750,46 habitantes por km². Segundo este mesmo censo, 48,56% da população são homens (116 924 habitantes) e 51,43% (123 825 habitantes) mulheres, e 100,00% da população (240 749 habitantes) vive na zona urbana, pois a cidade não possui zona rural. Segundo o TRE, Barueri possuía 215 710 eleitores em 2013. No ano de 2011 foram contabilizados no município, 2695 casamentos, 48 separações e 665 pedidos de divórcios concedidos em primeira instância.
Seu Índice de Desenvolvimento Humano Municipal (IDH-M) é considerado elevado pelo Programa das Nações Unidas para o Desenvolvimento (PNUD), seu valor é de 0,826. Considerando apenas o valor da educação, o índice é de 0,899 (elevado), enquanto o do Brasil é 0,849, Seu índice da longevidade é de 0,772 (o brasileiro é 0,638) e o de renda, de 0,808 (o do Brasil é 0,723).
A cidade possui a maioria dos indicadores elevados e todos acima da média nacional segundo o PNUD. A renda per capita é de 102 013,46 reais e a taxa de alfabetização adulta é 93,36%. O coeficiente de Gini, que mede a desigualdade social, é de 0,41, sendo que 1,00 é o pior número e 0,00 é o melhor. A incidência da pobreza, medida pelo IBGE, é de 45,46%, o limite inferior da incidência é de 40,43%, o superior é de 50,50% e a incidência da pobreza subjetiva é de 17,93%. No ano de 2000 a população barueriense era composta por 127 259 brancos (61,10%), 67 691 pardos (32,50%), 9 580 negros (4,60%), 645 amarelos (0,03%), 624 indígenas (0,03%) e 2 082 sem declaração (1,01%).

## Geografia

### Localização
O município está localizado na região sudeste do estado, próximo ao paralelo 23º30'39 sul e do meridiano 46º52'33 oeste, a 26 km do marco zero da capital paulista, ainda na Região Metropolitana de São Paulo. A área total do município é de 64,167 quilômetros quadrados, de acordo com o Instituto Brasileiro de Geografia e Estatística (IBGE), sendo o 27° menor do estado de São Paulo por extensão territorial.

### Relevo
O relevo é classificado como ondulado na maior parte da cidade praticamente, caracterizado por vertentes e altos de serra. O município tem altitude média de 719 metros em relação ao nível do mar. O ponto culminante do município está localizado na região oeste da cidade, entre os bairros Alto e Aldeia da Serra, chegando a mil metros de altitude.

### Vegetação

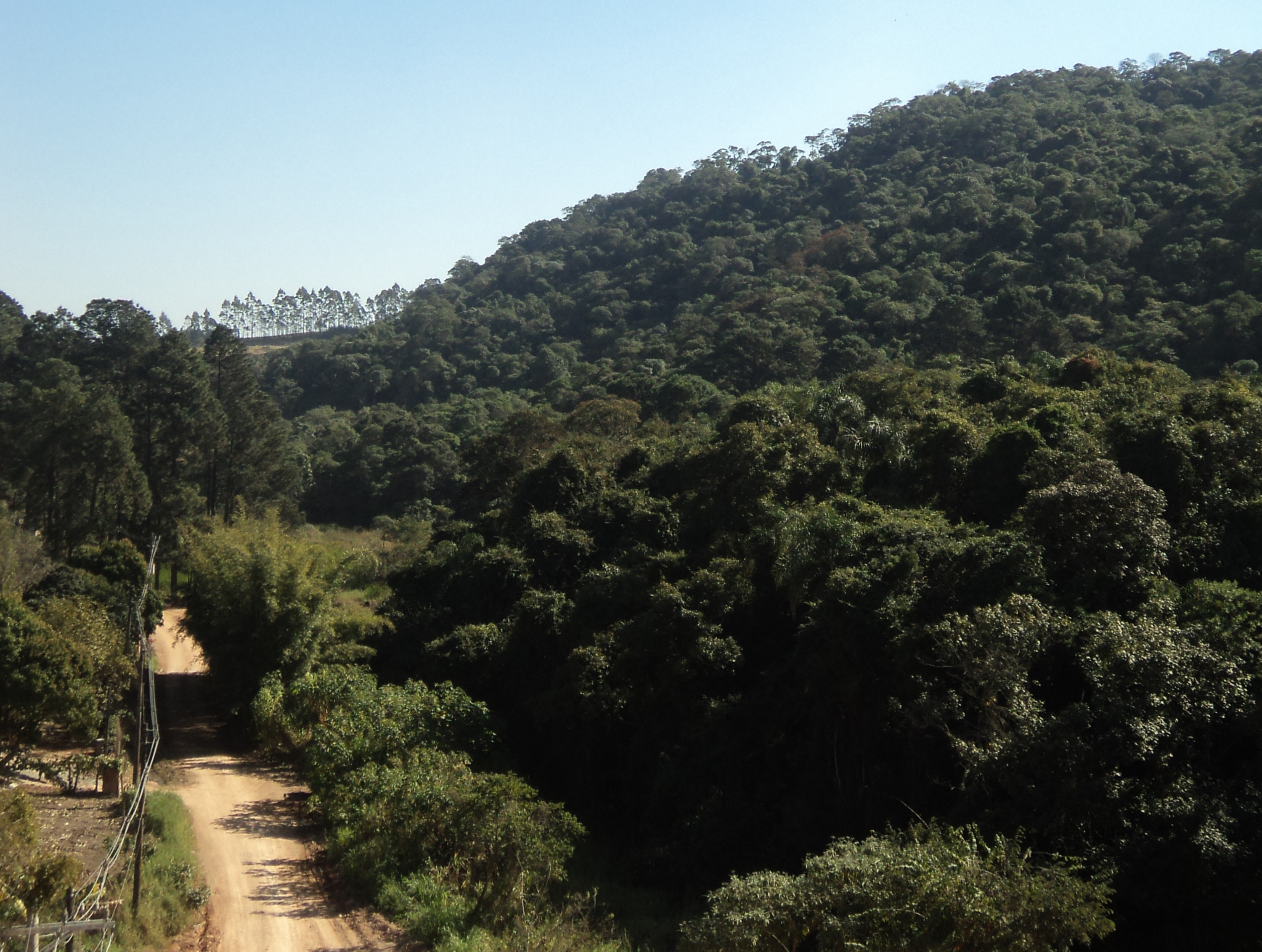
Um dos últimos remanescentes da Mata Atlântica em Barueri, no bairro Altos

A vegetação original do município é predominantemente de mata atlântica: hoje, no entanto, seus remanescentes são apenas 4% da cobertura original, ainda com locais de Floresta Ombrófila Densa, e capoeira.

### Hidrografia
Barueri está inserido na bacia do Rio Tietê, sub-bacia Pinheiros-Pirapora (que abrange também os municípios de Carapicuíba, Itapevi, Jandira, Pirapora do Bom Jesus, Osasco, Santana de Parnaíba e parte de São Paulo)  e na porção final da Bacia Hidrográfica do Alto Tietê, tendo, como afluente, o Rio Barueri-Mirim. O Rio Tietê teve um papel fundamental para o desenvolvimento do município no passado e hoje se encontra totalmente degradado por resíduos depositados ao longo das outras cinco sub-regiões da Bacia. O nível de poluentes no rio chega à cidade em seu pior estado, sendo registrado apenas 0,01 mg/l de oxigênio.

### Clima
O clima de Barueri é considerado subtropical, com diminuição de chuvas no inverno e temperatura média anual de 18 °C, apresentando índice pluviométrico anual em torno de 1440 mm. De acordo com dados da estação meteorológica automática do Instituto Nacional de Meteorologia (INMET) no município, em operação desde 29 de março de 2011, a menor temperatura registrada em Barueri foi de 1,5 °C em 30 de julho de 2021, superando o recorde de 1,7 °C em 28 de junho de 2011, e a maior atingiu 37,5 °C em 17 de outubro de 2014. Em 24 horas o maior acumulado de precipitação atingiu 145,8 mm em 10 de fevereiro de 2020. A maior rajada de vento foi registrada em 18 de fevereiro de 2013, chegando a 22,8 m/s (82,1 km/h). Na tarde do dia 21 de agosto de 2012 o índice de umidade relativa do ar (URA) chegou a 11%, o menor valor já observado.
| Dados climatológicos para Barueri | Dados climatológicos para Barueri | Dados climatológicos para Barueri | Dados climatológicos para Barueri | Dados climatológicos para Barueri | Dados climatológicos para Barueri | Dados climatológicos para Barueri | Dados climatológicos para Barueri | Dados climatológicos para Barueri | Dados climatológicos para Barueri | Dados climatológicos para Barueri | Dados climatológicos para Barueri | Dados climatológicos para Barueri | Dados climatológicos para Barueri |
| Mês | Jan                               | Fev                               | Mar                               | Abr                               | Mai                               | Jun                               | Jul                               | Ago                               | Set                               | Out                               | Nov                               | Dez                               | Ano                               |
| --- | --------------------------------- | --------------------------------- | --------------------------------- | --------------------------------- | --------------------------------- | --------------------------------- | --------------------------------- | --------------------------------- | --------------------------------- | --------------------------------- | --------------------------------- | --------------------------------- | --------------------------------- |
| Temperatura máxima recorde (°C) | 35,7                              | 35,9                              | 33,4                              | 33,1                              | 29,3                              | 28,4                              | 29,3                              | 32,4                              | 36,8                              | 37,5                              | 35,7                              | 34,8                              | 37,5                              |
| Temperatura máxima média (°C) | 26,3                              | 26,2                              | 25,5                              | 23,7                              | 21,9                              | 20,9                              | 20,6                              | 21,7                              | 22,7                              | 23,5                              | 24,7                              | 25,3                              | 23,6                              |
| Temperatura mínima média (°C) | 16,7                              | 16,9                              | 16,1                              | 14                                | 11,7                              | 10,2                              | 9,5                               | 10,5                              | 12                                | 13,5                              | 14,9                              | 15,7                              | 13,5                              |
| Temperatura mínima recorde (°C) | 12,6                              | 14,9                              | 13,1                              | 9,4                               | 5,9                               | 1,7                               | 1,5                               | 3                                 | 8,1                               | 9,6                               | 10                                | 12,4                              | 1,5                               |
| Precipitação (mm) | 239                               | 221                               | 165                               | 73                                | 62                                | 53                                | 41                                | 43                                | 75                                | 131                               | 139                               | 198                               | 1 440                             |
| Fontes: Climate-Data.org (médias climatológicas) e Instituto Nacional de Meteorologia (INMET) (recordes de temperatura: 29/03/2011-presente) |                                   |                                   |                                   |                                   |                                   |                                   |                                   |                                   |                                   |                                   |                                   |                                   |                                   |

### Subdivisões
A cidade está dividida em quatro distritos:
- Sede
- Aldeia de Barueri
- Jardim Belval
- Jardim Silveira

Oficialmente, a cidade está dividida em 16 bairros. A cada bairro, pertencem vários loteamentos que, na maioria denominados por moradores como jardins e vilas. Loteamentos como, Vila Morelato e Vila Porto, por exemplo, fazem parte oficialmente do Bairro Boa Vista. Abaixo, estão os bairros oficiais de Barueri e suas principais subdivisões.
- Centro - Bethaville, Parque Santa Luzia, Jardim São Pedro e Centro.
- Califórnia - Jardim Reginalice, Jardim Paraíso, Jardim Califórnia.
- Boa Vista - Jardim dos Camargos, Vila Barros, Vila Porto e Vila Boa Vista.
- Alphaville[42]
- Bairro Jubran
- Tamboré
- Engenho Novo - Jardim São Silvestre, Vila Engenho Novo e Jardim Graziela.
- Cruz Preta - Jardim Tupanci, Jardim Esperança, Jardim São Luis e Chácaras Marco.
- Mutinga - Jardim Mutinga e Parque Imperial.
- Aldeia de Barueri - Jardim Iracema, Vila Nossa Senhora da Escada, Aldeia e Nova Aldeinha.
- Fazenda Militar
- Votupoca - Jardim Líbano, Jardim Julio, Parque Viana, Jardim Paulista, Jardim Maria Helena e Vila do Conde.
- Silveira - Jardim Silveira, Vale do Sol, Jardim Tupã, Jardim Audir, Parque dos Camargos e Recanto Phrynea.
- Belval - Jardim Maria Cristina, Jardim Belval, Jardim Itaquiti e Vila Marcia.

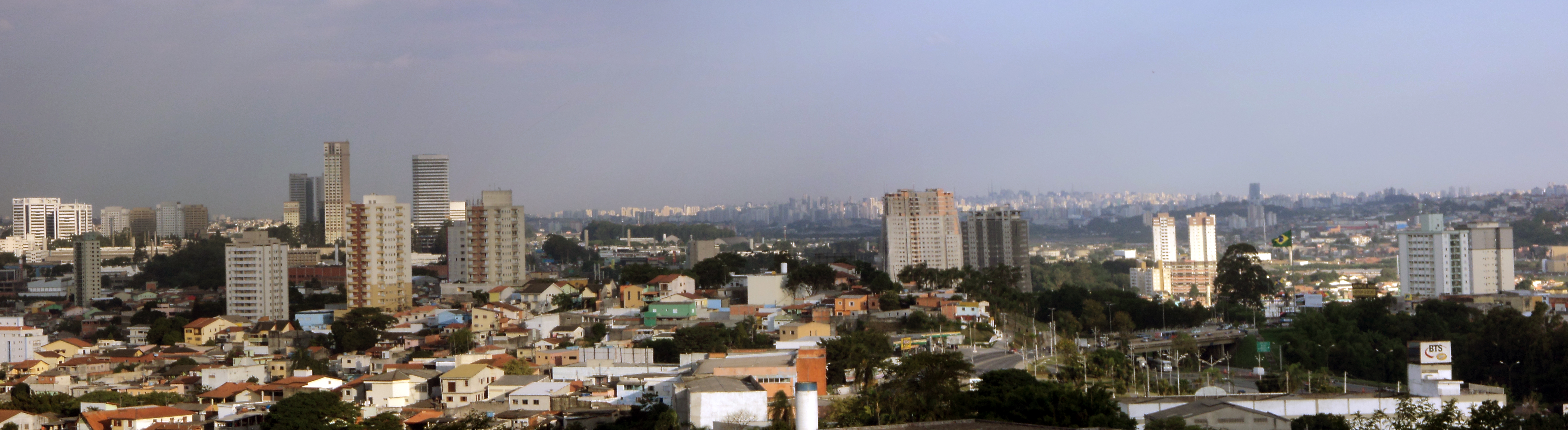
Visão panorâmica de Barueri a partir do bairro Califórnia

- Jardim dos Altos
- Aldeia da Serra

## Infraestrutura

### Educação

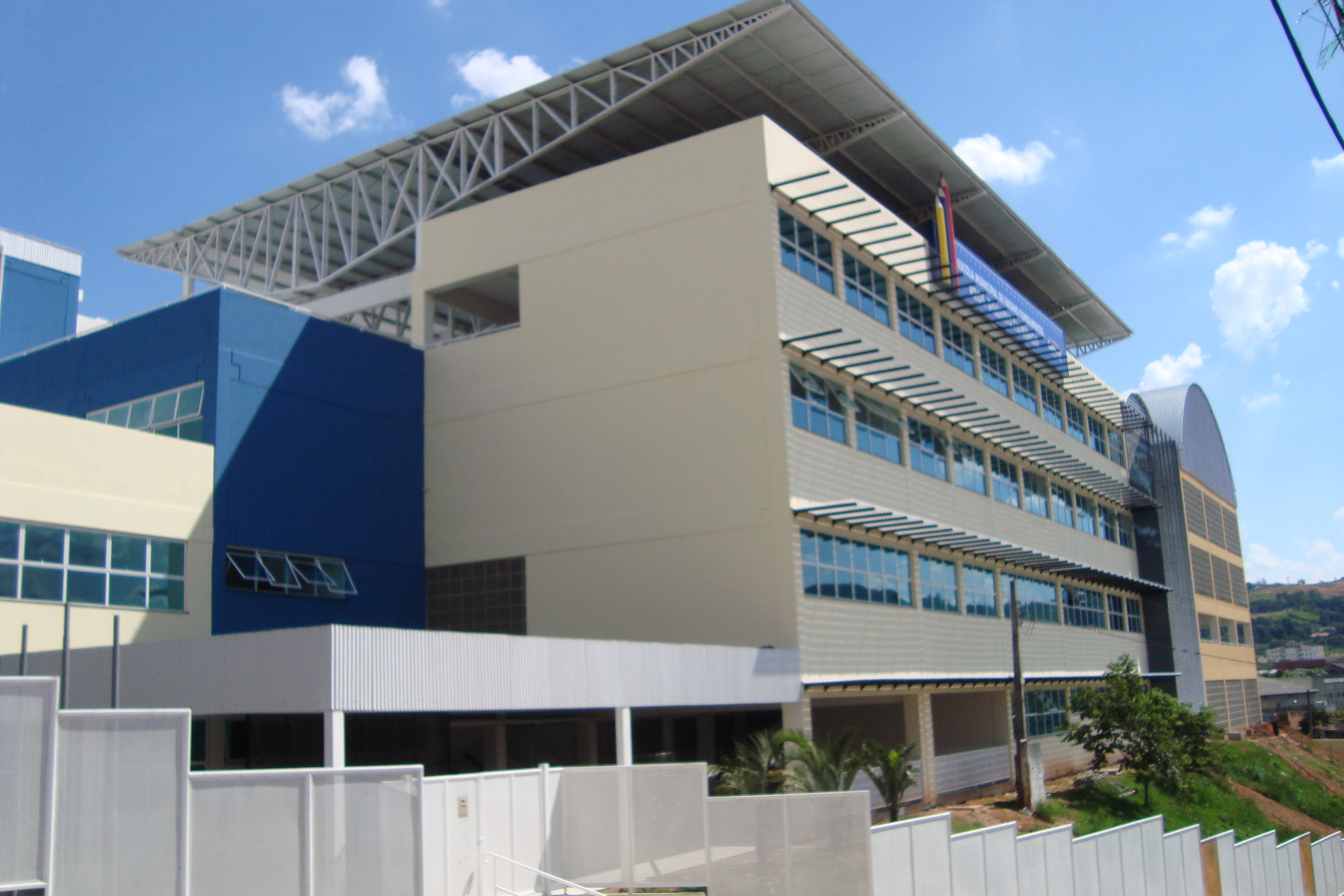
Escola Professor Gilberto Florêncio

As escolas municipais de Barueri são consideradas de qualidade, se comparadas com as da região: muitos alunos de outras cidades como Carapicuíba, Jandira, Osasco e Itapevi são usuários da rede de ensino da cidade. As novas escolas de Barueri possuem auditório, laboratório, catracas, bibliotecas, teatro, salas de informática entre outros. Ao contrário das cidades vizinhas, Barueri possui uma grande arrecadação de impostos de Alphaville, o que possibilita altos investimentos na educação da cidade. Barueri possui também doze bibliotecas municipais que são mantidas pela Secretaria de Cultura e Turismo, reunindo um total de mais de 200 mil livros. As bibliotecas são abertas ao público de segunda a sábado, possuem espaço para manifestação cultural de todos os tipos e desenvolvem projetos a comunidade.
No ensino técnico, a cidade possui o Instituto Técnico de Barueri (ITB), oferecendo gratuitamente para os alunos da rede municipal cursos técnicos em áreas como Informática, Administração, Secretariado, Hotelaria, entre outros. O ITB é administrado pela Fundação Instituto  de Educação de Barueri (FIEB), criada em 1994 pelo Prefeito Rubens Furlan. No total, Barueri possui seis unidades do ITB. No dia 17 de Agosto de 2009, foi inaugurada a Faculdade de Tecnologia de Barueri (Fatec Barueri), localizada no centro da cidade. Primeira Instituição de Ensino Superior Pública e Gratuita instalada no município, ela oferta cursos de graduação na modalidade Superior Tecnológica com a tradição e qualidade das demais FATEC do Estado. Oferta atualmente os cursos de Tecnologias em Comércio Exterior, Transporte Terrestre, Gestão da Tecnologia da Informação, Eventos e Gestão Empresarial. A cidade possui também uma escola do Serviço Nacional de Aprendizagem Industrial, inaugurada no dia 29 de Maio de 2009. A escola é fruto de uma parceria entre o Senai-SP e a prefeitura Municipal. A escola oferece cursos técnicos na área Gráfica e Editorial, além de aprendizagem industrial em Eletrônica e outros cursos.
Ainda, no ensino superior, em Vila Porto está localizado o câmpus Barueri da Pontifícia Universidade Católica de São Paulo, inaugurado em 21 de agosto de 2006, durante as comemorações dos 60 anos da PUC-SP, localiza-se próxima aos bairros de Alphaville e Tamboré. O prédio foi construído com recursos da prefeitura, que desejava uma universidade de ponta na região. O campus oferece cursos de graduação em Economia e Comércio Internacional, Administração de Empresas e Psicologia. Além disso, há 23 cursos oferecidos pela Coordenadoria Geral de Especialização, Aperfeiçoamento e Extensão, e o cursinho Foco (Formação Complementar para Vestibulandos).

### Saneamento

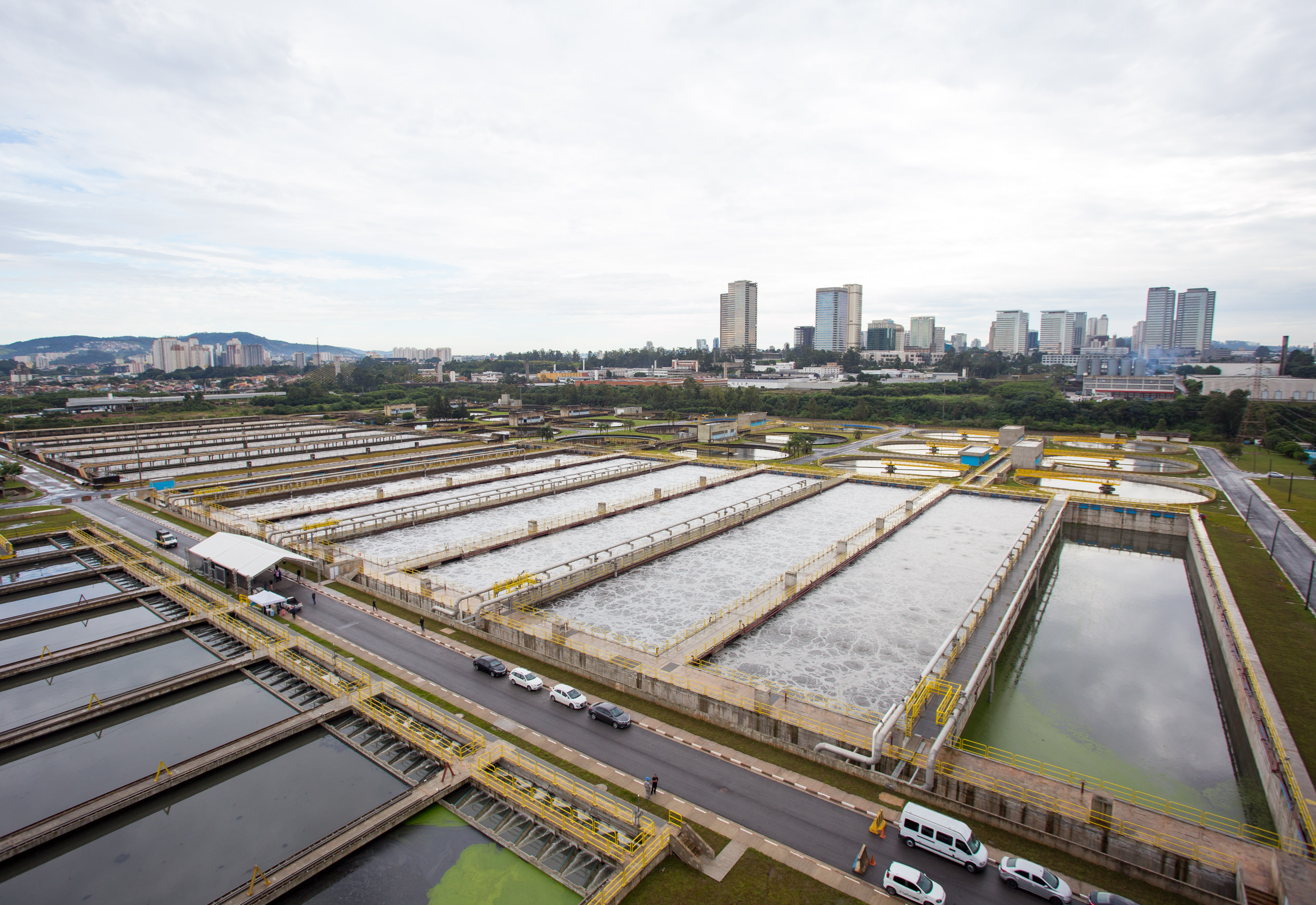
Estação de Tratamento de Esgotos de Barueri

Apesar de possuir uma estação de tratamento no bairro Aldeia de Barueri, só a partir de 2009, com a construção de um coletor tronco, a cidade começou a tratar seu próprio esgoto. Antes, a cidade tratava apenas o esgoto vindo de outros municípios como São Paulo, Osasco e Carapicuíba.

### Saúde
- Hospital Municipal Dr. Francisco Moran
- Hospital Albert Einstein Alphaville
- SAMEB - Servico Assistência Médica Barueri, antiga autarquia ( Atual Secretaria de Saúde ), atendimento pelo SUS
- Hospitalis - Núcleo Hospitalar Barueri
- Hospital Barueri

### Segurança
A Guarda Municipal de Barueri, foi criada em 1994. A primeira turma iniciou o seu treinamento no dia 3 de março de 1995, após a conclusão de todo o processo seletivo (exame escrito, físico, médico e psicológico). No dia 10 de junho de 1995, os primeiros guardiões começaram a patrulhar o município (eram 158 guardas com 18 viaturas). Hoje, a guarda conta com um efetivo de 600 guardas e uma frota de 70 viaturas e tem o seguinte quadro hierárquico: Comandante, Sub-comandante, Inspetor, Supervisor, Guarda Municipal Classe Distinta e Guarda Municipal.

### Transportes

#### Ferroviário

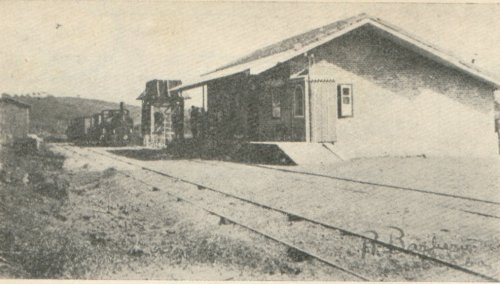
A primeira estação em 1880

A primeira ferrovia a chegar a Barueri foi a Estrada de Ferro Sorocabana. O primeiro trecho da ferrovia foi inaugurado em 10 de julho de 1875 e era formado por uma única linha, em bitola métrica, entre São Paulo e a fábrica de ferro de Ipanema, passando por Sorocaba. A primeira estação ferroviária da cidade foi inaugurada na mesma data em que a ferrovia nascia, 10 de julho de 1875. A estação, teve seu nome derivado do bairro Aldeia de Barueri, que ficava a quase 2 quilômetros da estação, e era pertencente Santana de Parnaíba.
Em 1926, com a retificação e duplicação da linha tronco, a antiga estação foi demolida para dar lugar à nova. Esta foi a principal e única estação do município, até 1941, quando a Estação Antônio João foi construída e em 1951 o município foi beneficiado com mais um parada, no Jardim Silveira. A Estrada de Ferro Sorocabana teve importante participação ao longo do desenvolvimento histórico do município, sendo dede o início um dos principais meios de transporte até a capital como é até hoje. Em 1971, a ferrovia passou a ser administrada pela nova estatal Fepasa, que no final da década de 1970 e início da década de 1980 renomeou a linha como Linha Oeste, promovendo uma completa reforma nos seus serviços de trens metropolitanos, reconstruindo antigas estações e construindo novas. Foi quando a Fepasa inaugurou oficialmente uma antiga parada, a Estação Jardim Belval, a quarta do município no ano de 1982.
Em 1996, os serviços passaram às mãos da Companhia Paulista de Trens Metropolitanos (CPTM), que unificou os serviços de trens metropolitanos da Grande São Paulo. Atualmente a linha é nomeada como a Linha 8–Diamante. Em 2008, a CPTM contabilizou uma média de passageiros embarcados por dia útil em cada estação. A Estação Barueri foi utilizada por 15 055 passageiros, a Estação Jardim Silveira contabilizou 5 813, Estação Antônio João 3 920 e Estação Jardim Belval 2 640 passageiros.

#### Coletivo urbano

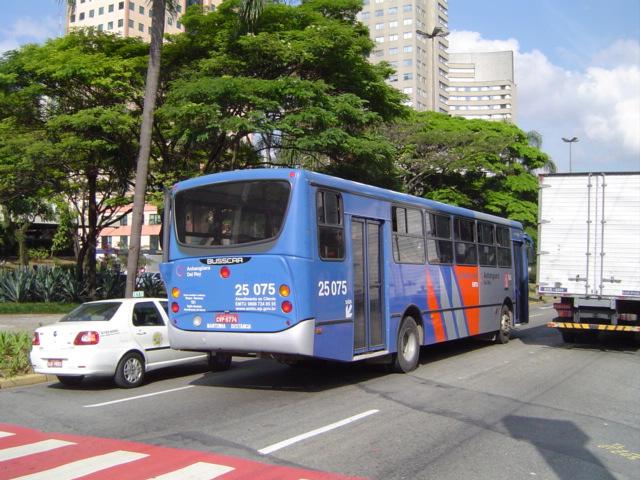
Ônibus urbano em uma via de Alphaville

A cidade de Barueri conta com um meio de transporte coletivo, atualmente sob concessão das empresas de ônibus Benfica BBTT e Ralip Transportes Rodoviários.  A cidade conta atualmente com quatro terminais de ônibus: Na zona leste da cidade, o Terminal Parque Imperial (Gumercindo Modesto Faria), no centro o Terminal Barueri (Gualberto Tolaine), na zona sul o Terminal Jardim Silveira (Vereador Geraldo Correa) e o Terminal Vale do Sol. Os ônibus possuem catracas eletrônicas nas quais se aceitam o cartão Benfácil, que dá direito à integração ônibus-trem e ônibus-ônibus (apenas ônibus municipais e unidirecionais para as linhas dos bairros Alphaville e Aldeia da Serra, não há integração para os demais bairros) no prazo de duas horas após se ter validado o cartão na catraca eletrônica.

#### Aeroviário
Barueri não conta com aeroportos comerciais em seu território, entretanto o Aeroporto de Congonhas (IATA: CGH, ICAO: SBSP) encontra-se no município de São Paulo, a 26 km do centro da cidade, na mesma Região Metropolitana de São Paulo, atendendo a região com voos diários para as principais cidades do Brasil. Ainda na região metropolitana, a 40 km do centro da cidade, encontra-se o Aeroporto Internacional Guarulhos (IATA: GRU, ICAO: SBGR), no município de Guarulhos. Atende a região com voos diários para as principais cidades do Brasil e do Mundo.

#### Hidroviário
Não há, em Barueri ou em qualquer município da Região Metropolitana, transporte hidroviário satisfatório. O transporte hidroviário é praticamente impossível na região, devido ao alto nível de poluição dos principais rios, como o rio Tietê e o rio Pinheiros.

#### Rodoviário
- Rodovia Castelo Branco — Rodovia que divide Barueri ao meio, cortando a cidade no eixo leste-oeste.
- Rodoanel Mário Covas — Autoestrada que liga os principais municípios da Região Metropolitana de São Paulo.
- SP-312 (Estrada dos Romeiros) — Estrada que inicia-se em Barueri e termina em Itu, no interior do Estado.
- SP-274 (Estrada Velha de Itapevi) — Liga Barueri até a cidade de Itapevi no seu primeiro trecho.

### Comunicações
Mídia: Concessão de TV Canal 55 (48) TV8 - Retransmissora da Rede Século 21 - Fundação Guilherme Müller, sendo sua sede na Capital, Rádio Comunitária Regional FM 87,- TVR 381/2013 - Portaria nº 130, de 11 de abril de 2007 - Associação Regional de Barueri Educacional, Cultural e Comunicação Social - ARB, no município de Barueri - SP.

#### Telefonia
Até o início da década de 70 a cidade possuía um precário sistema telefônico manual, operado pela  Companhia Telefônica Brasileira (CTB).
O sistema de telefones automáticos foi inaugurado na cidade em 1973 pela Telecomunicações de São Paulo (TELESP), que também implantou o sistema de discagem direta à distância (DDD) em 1976 com o código de área (011), sendo para isso utilizada a central telefônica de Carapicuíba. A cidade passou a ter sistema telefônico próprio somente em 1980, com a inauguração da central telefônica de Alphaville.

## Economia

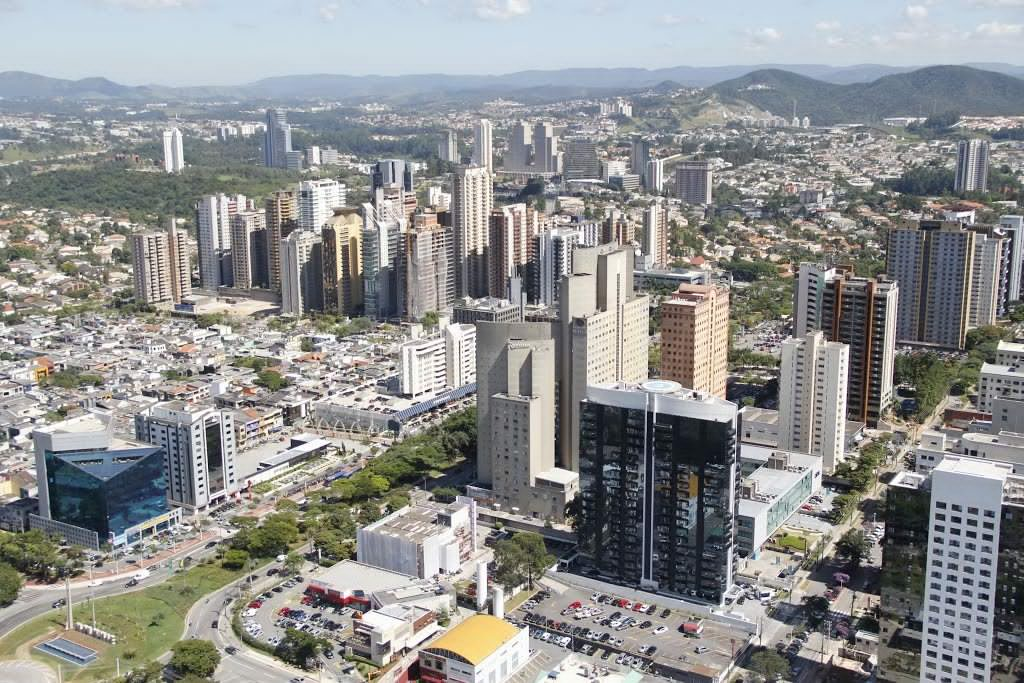
Alphaville, o centro financeiro de Barueri

Barueri é um dos principais centros financeiros do estado de São Paulo, e um dos polos empresariais mais famosos do Brasil.
Sua economia baseia-se em sua arrecadação de impostos, em especial o imposto sobre serviços de qualquer natureza, proveniente da prestação de serviços. A cidade abriga o bairro de Alphaville, um dos centros empresariais mais renomados do país, contando com sedes e filiais de grandes empresas como Boa Vista SCPC, AES Brasil, Azul Linhas Aéreas Brasileiras, Cielo, HP Brasil, Redecard, Walmart Brasil entre outras.
Possui a alíquota de ISS mais baixa da Região Metropolitana de São Paulo, que varia entre 2% e 3%, conforme dados da prefeitura de Barueri.
A cidade é a 14ª mais rica do Brasil, com um produto interno bruto de 26 994 700 reais, superior a 18 capitais estaduais e grandes cidades do interior do país, sendo o sexto maior do estado de São Paulo, atrás apenas das cidades de São Paulo, Guarulhos, Campinas, Osasco e São Bernardo do Campo. Esses números, aliados à qualidade de vida que a região oferece, tem atraído cada vez mais pessoas interessadas em viver na cidade, o que consequentemente acaba gerando grande procura por imóveis.[carece de fontes?]

### Parques empresariais
Barueri possui um Parque industrial bem desenvolvido. A tendência é o crescimento neste segmento em razão dos seguintes fatores:
- Proximidade da capital paulista e rota para o Mercosul
- Política de baixa tributação garantida por Lei
- Disponibilidade de mão de obra qualificada
- Infraestrutura para a instalação de novas empresas: sistema viário, asfalto, [[iluminação pública, ligação de água, entre outros.

São cinco os parques empresariais em Barueri:

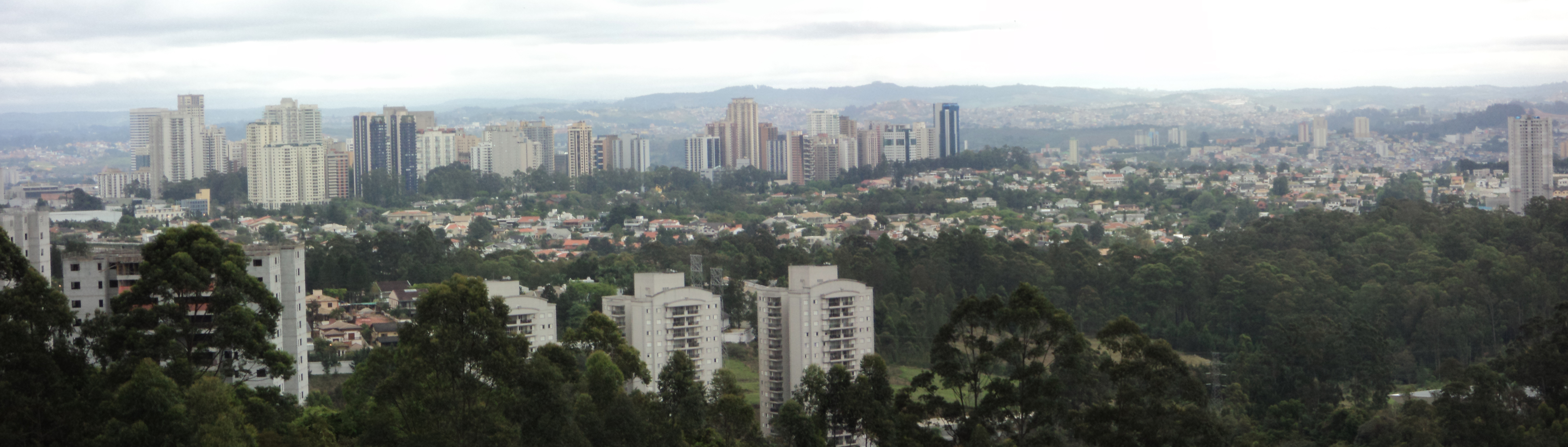
Visão panorâmica em Alphaville. A parte barueriense do bairro é a que mais gera impostos.

- Alphaville e Tamboré.
- Jardim Califórnia.
- Jardim Belval.
- Votupoca.
- Jardim São Luiz

## Cultura
A cidade oferece diversas opções de cultura para a população, como o Museu Municipal de Barueri, localizado no bairro do Jardim Belval, instalado em um casarão construído em 1920. O museu foi tombado pelo Conselho Municipal de Patrimônio Histórico Cultural. O local abriga uma série de exposições temporárias e permanentes, contando, através delas, a história de Barueri desde 1560. O local abriga, também, objetos indígenas encontrados na Aldeia de Barueri. O museu abriga também um antigo vagão estilo inglês de 1901, que serve como biblioteca.
O Museu da Bíblia está localizado na Vila Porto. É resultado da parceria entre a Prefeitura Municipal de Barueri e a Sociedade Bíblica do Brasil. É o primeiro museu do país neste segmento. O museu possui Bíblias e partes de texto bíblicos em mais de 1 500 idiomas, possui também várias miniaturas, incluindo o menor livro do mundo. O museu abriga também uma réplica da prensa de Gutenberg, que imprimiu a primeira bíblia da história. Interligado ao Museu está o Centro de Eventos, um pátio com 2 auditórios com 497 poltronas cada, totalizando 994 poltronas, é destinado a convenções, seminários, workshops entre outros. Barueri possui também um teatro, o Teatro Municipal de Barueri. Inaugurado em 1992, recebe diversos eventos culturais, como apresentações de comédia stand-up, orquestras e peças teatrais.

## Esportes
Barueri possui uma excelente infraestrutura esportiva, atendendo praticantes das mais diversas modalidades esportivas. São mais de oito praças esportivas, campos de futebol gramado com alambrado e vestiários, incentivando o esporte amador.
A prefeitura oferece escolinhas de esportes gratuitas como aulas de tênis, judô, caratê, futebol de salão, futebol de campo, skate, entre outros. São, ao todo, treze ginásios municipais abertos ao público para práticas das mais diversas atividades esportivas. Além disso, são nove o total de pistas de skate espalhadas por toda a cidade e trinta e duas quadras descobertas.
- Ginásio Poliesportivo José Correa.

Com capacidade para 5 000 pessoas, o ginásio já foi palco de grandes disputas e campeonatos nacionais e internacionais. O ginásio está localizado na região central da cidade.
- Arena Barueri

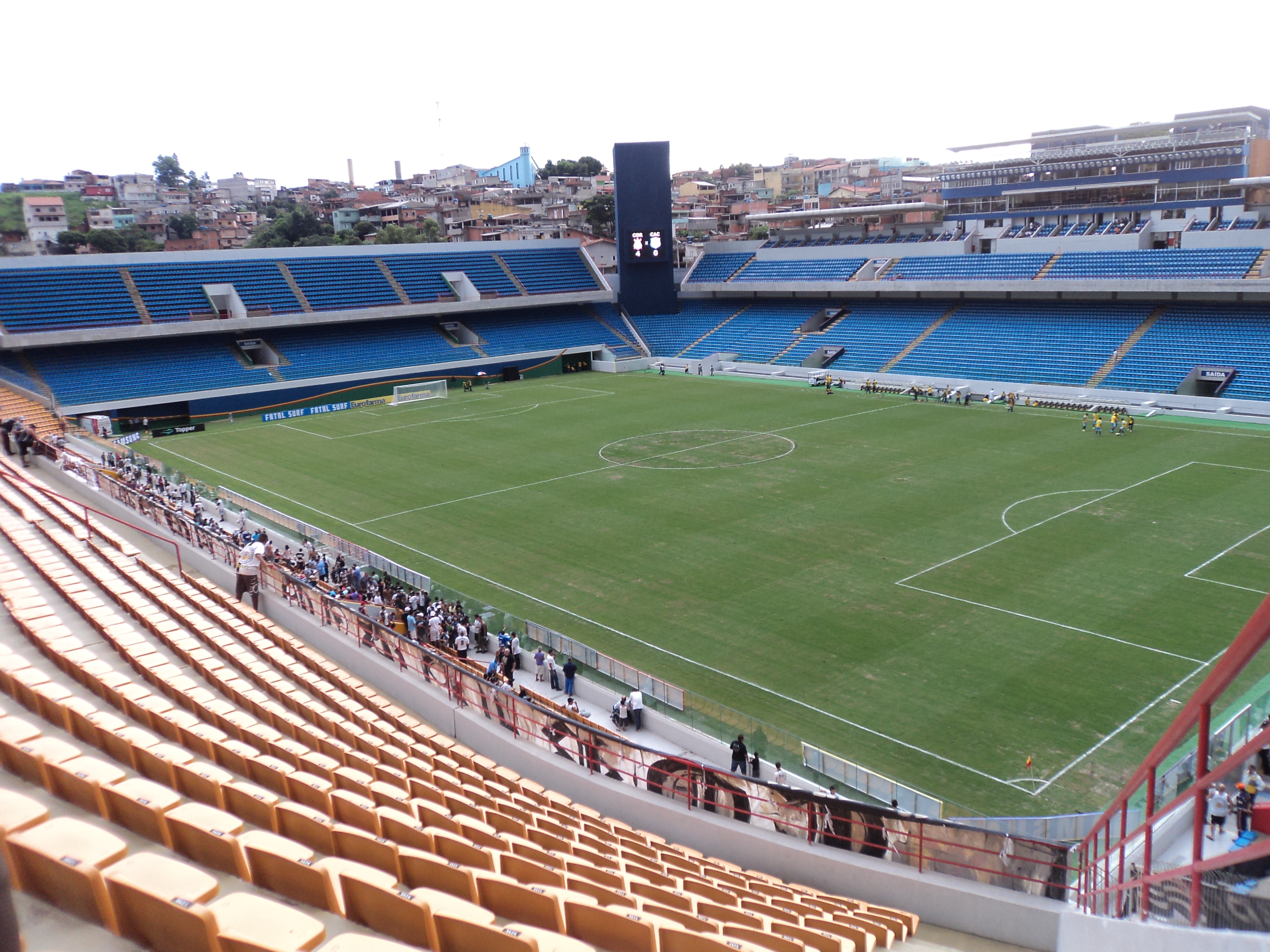
Vista da arquibancada da Arena Barueri.

A Arena Barueri é uma das mais modernas arenas esportivas do Brasil. Tem capacidade para 32 000 pessoas. A Arena Barueri proporcionou ampla satisfação aos munícipes. Por várias vezes, grandes clubes da capital, como São Paulo Futebol Clube, Corinthians e Santos Futebol Clube, utilizaram a arena como uma alternativa ao Pacaembu, devido aos baixos custos de aluguel cobrado pela prefeitura e a proximidade a São Paulo. O histórico gol 100 (centésimo gol) do goleiro Rogério Ceni marcado em cima do Corinthians, também foi aqui na Arena Barueri. O jogo acabou 2 a 1 para o time do Morumbi.
Na década de 2000, Barueri ganhou notoriedade nacional. O clube Grêmio Recreativo Barueri disputava então a Série A do Campeonato Brasileiro de 2009, em 2010, após divergências entre a prefeitura e a diretoria do time, o Grêmio Barueri deixou a cidade e o time representa a cidade de Presidente Prudente. No mesmo ano, após adquirir o Campinas Futebol Clube, um grupo de empresários o rebatiza para Sport Club Barueri.
Atualmente a cidade possui apenas um time na ativa, o Oeste Futebol Clube, time que antes era da cidade de Itápolis e se transferiu para Barueri em 2016. O time está na Paulista - Série A2 e sem divisão nacional.
A cidade também é famosa pela realização da Corrida de São Silveira, originada nos anos 1960 e realizada oficialmente desde 1975.
- Parque Municipal Dom José

O Parque Municipal Dom José é a principal área de lazer e recreação ao ar livre da cidade. Localizado na região do Jardim Tupancy, o parque possui uma ótima infraestrutura esportiva, sendo que as principais modalidades praticadas no parque são: rúgbi, tênis, corrida e caminhada, jiu-jítsu, treino funcional, futebol, zumba, futebol americano, dança, capoeira, skate, voleibol de areia. O parque é utilizado como centro de treinamento para o time de rúgbi União Rugby Alphaville, o principal time de rúgbi da região e uns dos principais do estado de São Paulo.

## Cidades-irmãs
Cidades-irmãs de Barueri:
- Berilo, em Minas Gerais[56]

## Religião
De acordo com dados do censo de 2010, a religião no município era formada por católicos apostólicos romanos (50,46%), evangélicos (41,17%), sem religião (10,84%), espíritas (1,64%), Testemunhas de Jeová (1,19%), ateus (0,09%), budistas (0,08%), agnósticos (0,03%), candomblé (0,03%) e esotéricos (0,01%).
A maior parte da população de Barueri é seguidora da Igreja Católica Apostólica Romana, religião que teve profunda influência na fundação, e ao longo do desenvolvimento histórico do município. A predominância do catolicismo tende a decrescer em virtude da recente ascensão do protestantismo, apesar de terem sido perseguidas em todo o país até o começo do século XX, quando a prática religiosa não católica era reprimida pela polícia. Além disso, é pertinente assinalar o surgimento de novas religiões de origem oriental ou esotérica, até então quase desconhecidas pela sociedade barueriense. E também o crescimento dos sem-religião vem sido notada, chegando a mais de 10% da população.

### Cristianismo
O Cristianismo se faz presente na cidade da seguinte forma:

#### Igreja Católica
Estando localizado no país mais católico do mundo em números absolutos. A Igreja Católica teve seu estatuto jurídico reconhecido pelo governo federal em outubro de 2009, ainda que o Brasil seja atualmente um estado oficialmente laico. Barueri tem como padroeira, oficializada em 1956, a Nossa Senhora da Escada, tendo como ponto facultativo o dia 21 de novembro, data em que é comemorada com uma quermesse o dia da padroeira, desde sua primeira missa celebrada na Aldeia de Barueri em 1950. A igreja faz parte da Diocese de Osasco.

#### Igrejas Evangélicas
A cidade possui os mais diversos credos protestantes ou reformados, como a Assembleia de Deus, a Congregação Cristã no Brasil, a Igreja do Evangelho Quadrangular, a Igreja Presbiteriana, as igrejas batistas, a Igreja Adventista do Sétimo Dia e a Igreja Universal do Reino de Deus, entre outras. Há um considerável avanço destas igrejas, em todas as partes da cidade, em todas as classes sociais.